# Cymbuliidae
Famille
Les Cymbuliidae sont une famille de mollusques gastéropodes marins nectoniques, de l'ordre des Thecosomata. 

## Description et caractéristiques

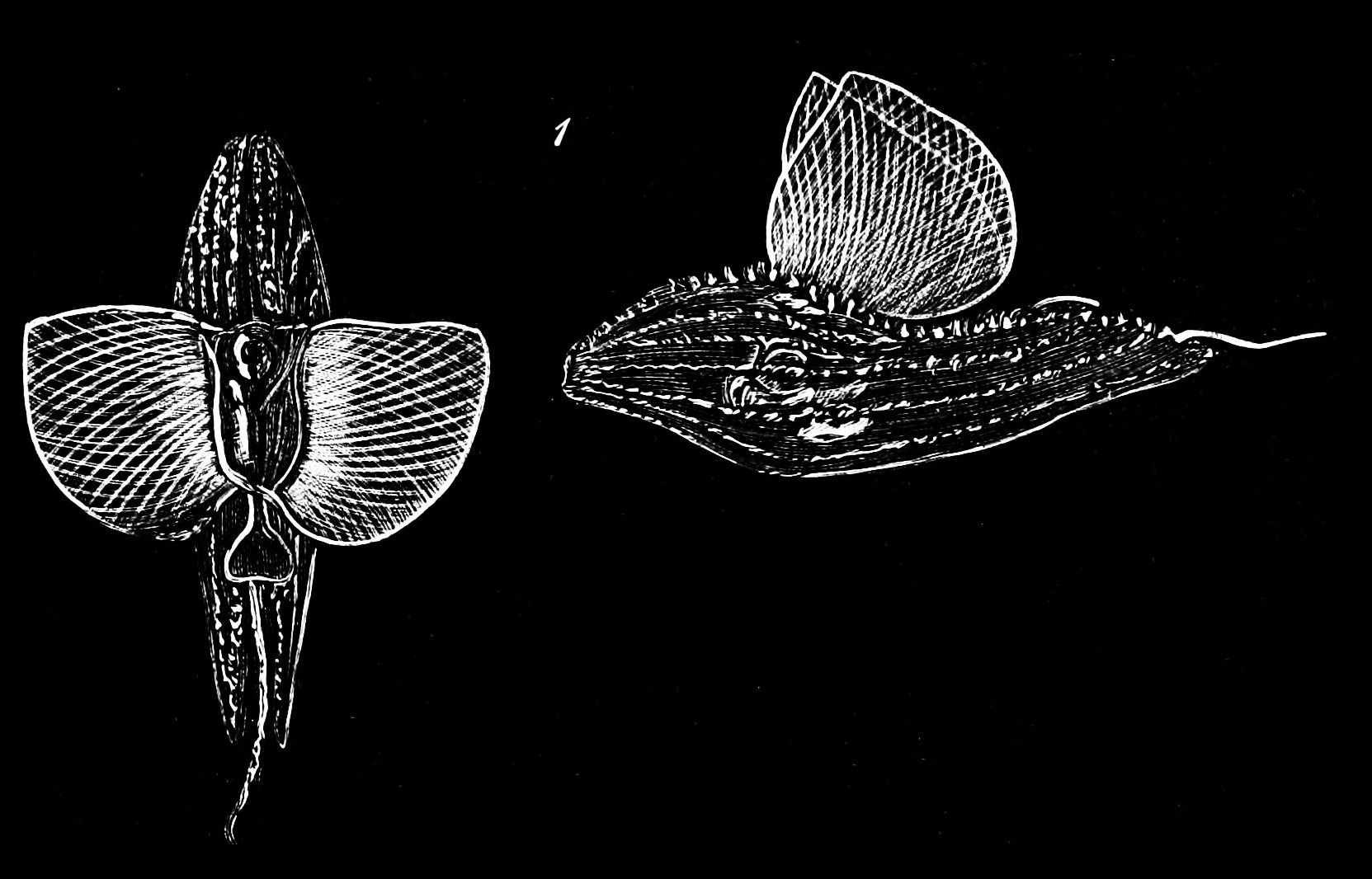
Dessin de Cymbulia peronii.

La coquille, présente à l'état larvaire, est perdue secondairement et remplacée par une pseudo-coquille, la pseudoconque, de nature cartilagineuse, transparente. Cette pseudoconque présente une adaptation au mode de vie planctonique, car, d'une part, sa densité plus faible confère une meilleure flottabilité à l'animal, et, d'autre part, la transparence constitue une forme de camouflage en milieu marin ouvert.

## Liste des genres
Selon World Register of Marine Species (21 décembre 2016) :
- sous-famille Cymbuliinae Gray, 1840
  - genre Cymbulia Péron & Lesueur, 1810
- sous-famille Glebinae van der Spoel, 1976
  - genre Corolla Dall, 1871
  - genre Gleba Forsskål, 1776 avec la seule espèce Gleba cordata

## Galerie

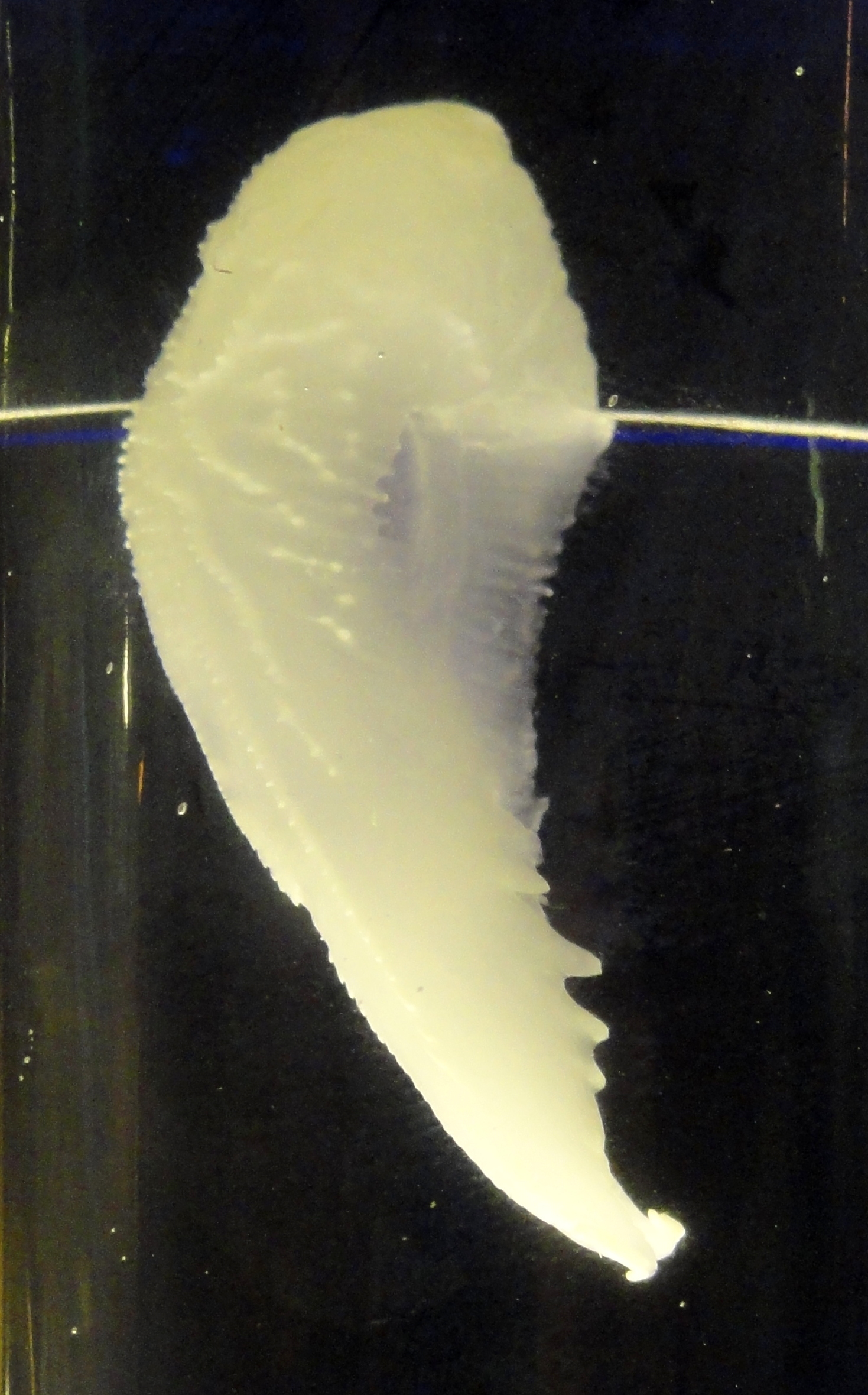
Pseudoconque de Cymbulia peronii.
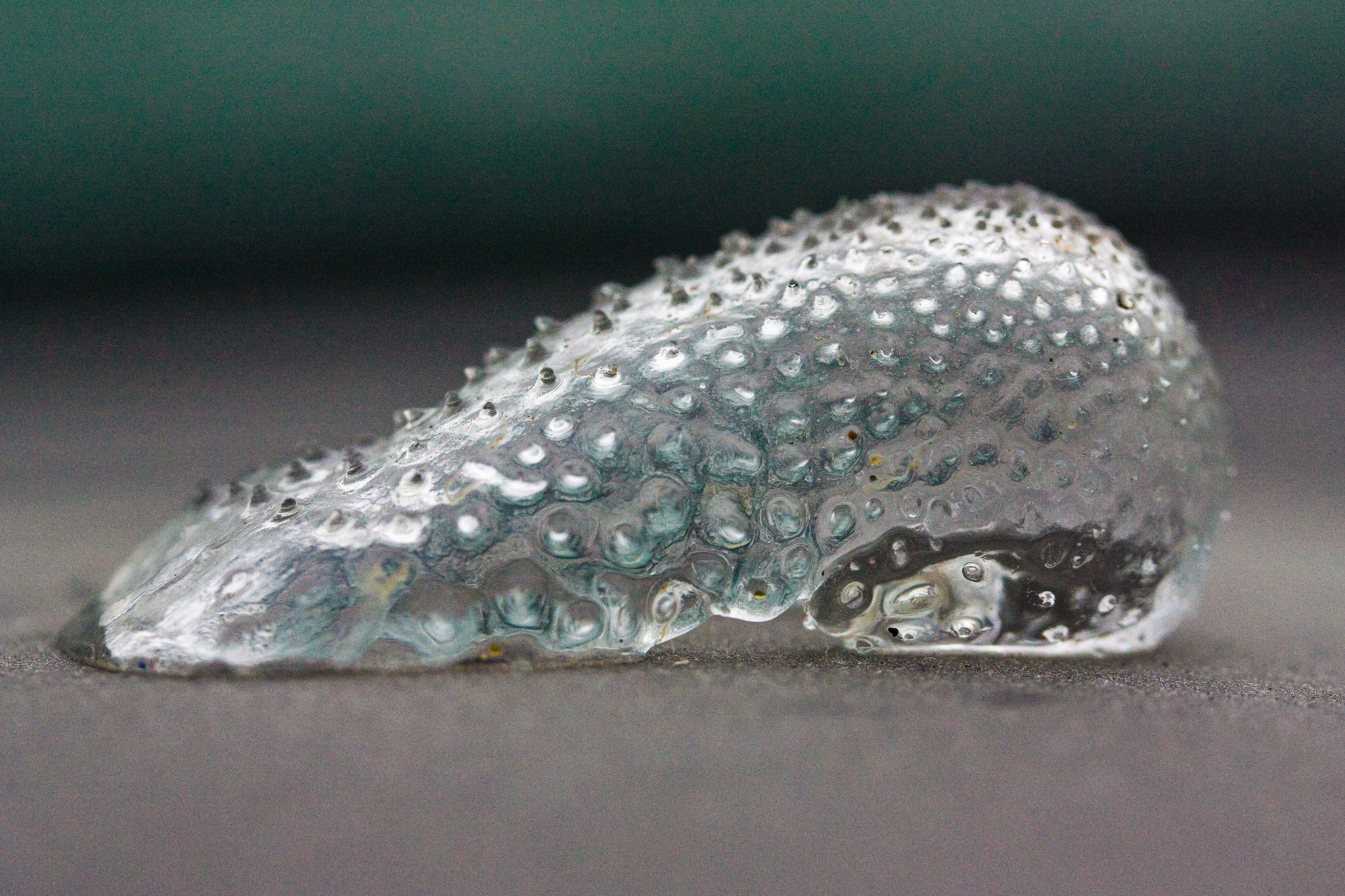
Pseudoconque de Corolla spectabilis.
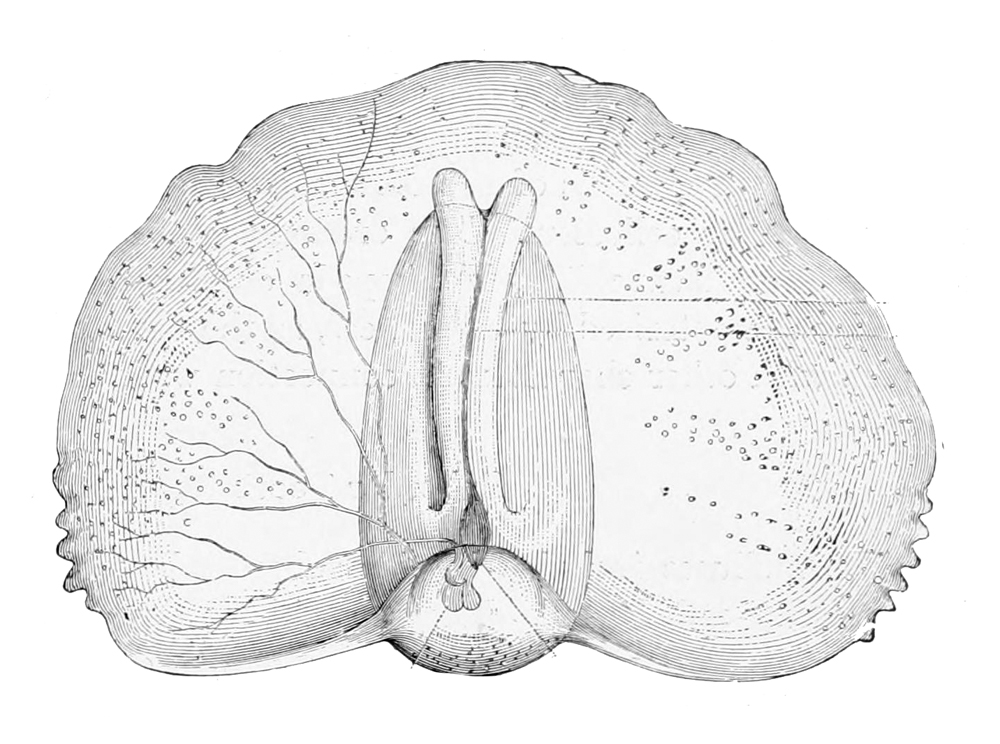
Gleba cordata.